# Смерічка (платівка)
Смерічка — Вокально-Інструментальний Ансамбль — студійний альбом українського ВІА «Смерічка», виданий у 1976 році.

## Список композицій
1 сторона
1. Два Перстені — 3:57
2. Незрівнянний Світ Краси — 2:38
3. Ой Чия Ж То Крайня Хатка — 2:47
4. Скажи, Скажи — 4:47
5. Єдина — 3:43
6. Горянка — 2:16

2 сторона
1. Водограй — 3:12
2. Осінь Прийшла — 3:44
3. Шовкова Косиця — 2:03
4. Ми Йдемо Далі — 2:11
5. Я — Твоє Крило — 4:41

## Технічна інформація
| Характеристика               | Значення                    |
| ---------------------------- | --------------------------- |
| Запис                        | Стереофонічний              |
| Номінальна частота обертання | 33 об/хв                    |
| Репертуарна група            | 3 (записи естрадної музики) |
| Ціна без упаковки            | 1,90 карбованця             |
| Стандарт                     | 5289-73                     |
| Індекс                       | С60-12037-38                |
| Жанр запису                  | Естрада                     |
| Формат                       | 300 мм (гігант)             |